# 行政暴力
行政暴力，又名暴力行政或曰政府霸權，即是政府當居在行政上使用暴力。 例如為了強政勵治，繞過議員們的開會討論，調查委員會的報告，民意的咨詢過程，以當權者意志，先行動，後製造已成的事實。有時甚至在過程中，動用暴力對付抗爭的民眾。 

## 例子
一些人認為近年來，香港政府一直進行行政暴力，以下是一些例子：
- 2006年香港當局在市民和5個主要政黨的反對下強行拆卸中環舊天星碼頭鐘樓連大鐘運往堆填區
- 有人質疑兩鐵合併並未有事先向市民咨詢，亦是行政暴力的表現